# Zoccolo
Zoccolo var ett slags styltsko med upp till 18 cm höga klackar i Italien runt 1500–1600-talet.